# Окатова, Маргарита Петровна
Маргарита Петровна Окатова (р. 1 ноября 1938, Ленинград) — советская балерина (1959—1981), балетный педагог. Заслуженный работник культуры Российской Федерации (1992).

## Биография
Родилась 1 ноября 1938 в Ленинграде.
В 1959  году закончила Ленинградское хореографическое училище им. А. Я. Вагановой (педагог Елена Ширипина).
С 1959 — артистка балета, Новосибирский оперный театр (1959—1966), Свердловский театр оперы и балета (1966—1981).
С 1981 — на преподавательской работе (Екатеринбургский лицей искусств имени С. П. Дягилева).
Сын — Пётр Бруднов (1968; отец — Константин Петрович Бруднов). 
Дочь — Маргарита Рудина (1979; отец — Олег Игоревич Рудин).

## Творческая биография
Среди партий: Одетта-Одиллия, фея Карабос, Зарема, Мирта («Жизель»), Клеопатра («Антоний и Клеопатра» Лазарева), Девушка («Ленинградская симфония»), Мехменэ Бану, Эгина, Кармен («Кармен-сюита»), Анитра («Пер Гюнт» на муз. Грига), Китри; Беатриче («Слуга двух господ» Чулаки). Участвовала в гастролях за рубежом.
Снималась в кинофильме-опере «Князь Игорь» (Ленфильм, 1969), солистка в сцене «Половецкие пляски».